# Георгиј Нарбут
Георгиј Иванович Нарбут (укр. Георгій Іванович Нарбут; Нарбутивка, 25. фебруар 1886 – Кијев, 23. мај 1920), познат и као Георгиј Нарбут или Ђорђе Нарбут, био је украјински графичар.
Познат је по дизајну грба Украјинске Народне Републике, новчаницама, поштанским маркама, повељама и по многим илустрацијама у књигама и часописима. Био је брат акмеистичког песника Владимира Нарбута.
У марту 1917, Нарбут се преселио у Кијев. Септембра 1917. постао је професор и ректор Украјинске академије уметности. Креирао је украјинске новчанице, поштанске марке и повеље за новостворену Украјинску Народну Републику. Нарбут је радио и на украјинским часописима: Nashe Mynule (Наша прошлост), Zori (Звезде) и Sontse Truda (Сунце рада), између осталих.
Умро је од тифуса 1920. године.
Плесачица Марина Березовски (1914–2011) је била његова ћерка. Постала је главна фигура балета у Аустралији. Његов син био је уметник Данило Нарбут (1916-1998).